# Blossia brincki
Blossia brincki är en spindeldjursart som först beskrevs av Lawrence 1955.  Blossia brincki ingår i släktet Blossia och familjen Daesiidae. Inga underarter finns listade.